# Lipasa hepática
La lipasa hepática, LH ( hepatic tryacilglycerol lipase, HTGL), es una glicoproteína de 499 aminoácidos y de la familia de las lipasas. Actúa como enzima catalizando reacciones de hidrólisis de lípidos. Esta enzima se sintetiza y localiza principalmente en el hígado donde se une a la superficie de los hepatocitos.

## Características
La lipasa hepática (HL) es una enzima importante en el metabolismo de las lipoproteínas. Esta tiene una alta especificidad y afinidad ante tejidos hepáticos y determinados sustratos como el IDL (intermediate density lipoprotein), HDL (high density lipoprotein) y LDL (low density lipoprotein).
La HL se localiza en el hígado tanto fuera de la célula, unida a la superficie de los hepatocitos o al endotelio sinusoidal del hígado; como dentro en el retículo endoplasmático, early endosoma o late endosoma. En la matriz extracelular que envuelve la superficie del hepatocito encontramos el heparán sulfato que permite la unión de la enzima a la célula mediante una interacción iónica. Además, la HL se encuentra también en las glándulas productoras de esteroides, como en los ovarios o en la glándula suprarrenal.
La HL es una enzima de la familia de las lipasas junto con la lipasa lipoproteica (LPL) y la lipasa pancreática (PL). Los genes que codifican estas tres lipasas son muy parecidos lo que provoca que sus estructuras, dominios y funciones sean semejantes. Concretamente la HL tiene una similitud con la LPL del 60% y con la PL del 25%.

## Estructura
La lipasa hepática está formada por 499 aminoácidos con un peso de 55,91 Da y un punto isoeléctrico de 9,22. El gen que la codifica es el LIPC, localizado en el cromosoma 15 (concretamente en q15-q12) y está compuesto por nueve exones (60kb) i ocho intrones (1,6kb).
Este gen, que codifica 499 aminoácidos, 22 de ellos forman la señal peptídica y 477 forman la cadena polipeptídica propiamente de la lipasa hepática.
Una vez acabado el proceso de traducción, se producen en esta enzima modificaciones post-traduccionales. Entre ellas hay una fosforilación, una acetilación y 4 glicosilaciones en los residuos 42, 78, 362 y 397, importantes para la formación de la estructura tridimensional y su actividad.

Se distinguen dos partes diferenciadas: el dominio lipasa (catalítico) y el dominio PLAT (unión). Primeramente, encontramos el dominio lipasa en la región catalítico en NH2-terminal.
En esta encontramos dos segmentos hidrofóbicos de 10 aminoácidos que están involucrados en la interacción con lípidos. Hay también serinas (Ser149, Ser267) esenciales para su actividad catalítica. Además, en el centro de la proteína encontramos 10 cisteínas separadas entre sí, que se unirán entre ellas formando puentes disulfuro para la conformación tridimensional del centro catalítico. Luego encontramos una región con un heparin-binding domain compuesta por 13 residuos (181-193) los cuales se unen al heparán sulfato de las células del hígado. Después encontramos el dominio PLAT (Polycystin-1, Lipoxygenase, Alpha-Toxin). Este dominio está formado por 2 hojas beta de 4 fibras beta. Se encuentra entre los residuos 352 y 486 y tiene una longitud de 135 aminoácidos. Su función es unirse a la lipoproteína específicamente. Finalmente, hay el COOH-terminal compuesto por los 16 últimos residuos (486-499) que junto con el PLAT son el centro de unión a la lipoproteína. (véase imagen)

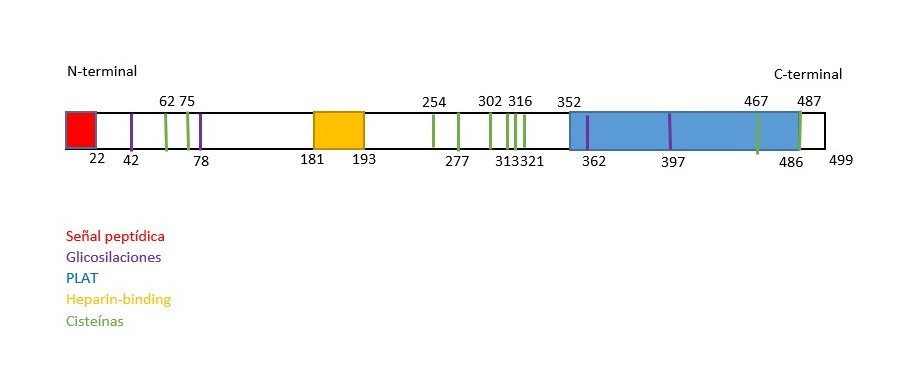
Estructura de la lipasa hepática, donde están señaladas las 4 glicosilaciones, las cisteinas, la región heparin-binding, el dominio PLAT, el aminoácido N-terminal y el C-terminal.E

## Función
La lipasa hepática se caracteriza por ejercer principalmente dos funciones: catalítica y de ligando.
Es una enzima muy importante en el catabolismo lipídico. Actúa hidrolizando los enlaces éster de fosfolípidos y triglicéridos de las lipoproteínas plasmáticas (y libera diglicéridos, lisofosfolípidos y FFA).
Principalmente interviene en la transformación de las IDL (lipoproteínas de densidad media) en LDL (lipoproteínas de baja densidad) y en la conversión de HDL post-prandial rica en triglicéridos a HDL post-absorbente pobre en triglicéridos.
También contribuye a la remodelación de restos de VLDL (lipoproteínas de muy baja densidad) en IDL.
Hay estudios que dicen que también se encarga de eliminar los restos de quilomicrones en el hígado.
Su otra función principal consiste en actuar como ligando entre lipoproteínas y receptores de la superficie de las células. Cuando la lipasa hepática se encuentra en estado inactivo participa en la captación de la lipoproteína hepática haciendo de puente entre esta y la superficie de la célula hepática.
La unión con la superficie de esta célula la realiza por la región nada heparin-binding domain (entre los residuos 181-193) y se trata de una interacción iónica con el sulfato de heparán.
Se ha comprobado que la lipasa hepática juega un papel importante en los niveles de colesterol y por consecuencia, la predisposición de sufrir enfermedades arteriales coronarias.

## Regulación
Como todas las enzimas, la actividad de la lipasa hepática también es regulada mediante determinadas sustancias.
Desde el nacimiento, se encuentran cambios en la actividad de la LH. Durante el desarrollo del recién nacido, se verifica que la actividad sufre una disminución, pero después se recuperan los valores del feto. Al sexto día ya se encuentra actividad de la LH en el hígado.
Referentemente a la nutrición, en caso de ayuno, la actividad de la LH en el hígado disminuye. También cambios en la dieta normal van a afectar, pues, según un estudio realizado con conejos suplementados con colesterol, en el aumento de la actividad de la LH. En humanos, una dieta rica en grasas durante 6 semanas también provocaría un aumento de su actividad. También se tiene conocimiento que durante la práctica de ejercicio físico, la actividad de la enzima se encuentra reducida.
Además se sabe que en los hombres, el consumo de alcohol hace que la actividad enzimática de la LH aumente.
Sobre la relación entre la insulina y la LH, aún no se tienen conclusiones objetivas. No obstante hay estudios en que enfermos diabéticos presentan una baja actividad de la LH, debido a los valores bajos de insulina; sin embargo hay estudios en que no encuentran la relación directa. Así, se defiende que el cambio de la actividad de la LH no es debida a los efectos agudos de la insulina o glucagón, pero a los cambios crónicos de ácidos grasos libres circulantes en el torrente sanguíneo.
De acuerdo con el sexo de la persona, los niveles de LH también varían. En los hombres, un aumento de testosterona aumenta la actividad de la LH y, consecuentemente, provoca cambios en el perfil lipoproteico, es decir, disminución de HDL2.
En las mujeres, los estrógenos así como el estradiol (en este último en postmenopáusicas) llevan a la disminución de la actividad de la lipasa hepática. En el caso del estradiol, por consecuencia, aumenta los fosfolípidos y el colesterol libre de HDL y HDL3.
En cuanto a hormonas, el hipertiroidismo provoca una disminución de la actividad de la LH y los factores de crecimiento, como el EGF, que estimulan la liberación de LH en el hígado causa el aumento de la actividad tirosina quinasa y por la disminución de los niveles intracelulares de AMPc.
En situaciones de estrés, los niveles de catecolaminas cambian. Se ha verificado que al inyectarse subcutáneamente noradrenalina durante un periodo de 10 días, la actividad de la LH en el hígado disminuye. También los glucocorticoides influencian el desempeño de la LH. En caso de hipercortisolismo (elevados niveles de cortisol), la actividad de LH se encuentra disminuida.
De acuerdo con estudios recientes en súbditos americanos con exceso de peso u obesos, cuanto mayor es la concentración de ANGPTL3 (proteína implicada en la regulación del metabolismo de los lípidos y de la glucosa) menor es la actividad de la LH en el plasma post heparinico. Al inhibir la LH, se puede decir que la ANGPTL3 está implicada en el metabolismo de la HDL.

## Patología
La deficiencia de la LH es una enfermedad basada en una mutación genética. Esta deficiencia produce un aumento sustancial del riesgo de sufrir una enfermedad coronaria prematura (la arteriosclerosis). Esta falta de LH se ve traducida en un aumento de triglicéridos y colesterol (ya que no son hidrolizados) así como valores anormales de HDL y LDL, por consecuencia de eso se acumularan lipoproteínas en las arterias produciendo este riesgo añadido.
Por otro lado, una alta actividad enzimática de la LH producirá la creación de muchas LDL (conocido de forma coloquial como colesterol malo) que también se acumularan y, en consecuencia, también aumentará el riesgo de arterioesclerosis.
Las personas que sufren diabetes de tipo II pueden tener una mayor propensión a sufrir enfermedades coronarias si consumen tabaco, ya que según estudios, este hecho está relacionado con un incremento de la actividad de la LH.

## Mutaciones
Las mutaciones que afectan a la lipasa hepática pueden clasificarse en dos tipos.
En primer lugar, mutaciones que no están relacionadas con ninguna enfermedad. Habitualmente nos referimos a ellas como polimorfismos. En total hay 6 polimorfismos conocidos que se dan en la lipasa hepática:
·  rs6083: se trata de una variación de un único nucleótido – hay un cambio de A (adenina) por G (guanina) que causa una variación en la secuencia de aminoácidos: el cambio de Asparagina (N) por Serina (S).
·  VAR_017026: causa una variación en la secuencia de aminoácidos que forman la proteína. Tiene lugar en la posición 409 (de 499 aminoácidos que forman la proteína) y se trata de un cambio de Aspartato (D) por Alanina (A).
·  rs3829462: variación de un único nucleótido – hay un cambio de C (citosina) por A (adenina) que causa una variación en la secuencia de aminoácidos: el cambio de Fenilalanina (F) por Leucina (L).
·  VAR_014179: causa una variación en la secuencia de aminoácidos que forman la proteína. Tiene lugar en la posición 440 y se trata de un cambio de Serina (S) por Asparagina (N).
·  VAR_017024: causa una variación en la secuencia de aminoácidos que forman la proteína. Tiene lugar en la posición 342 y se trata de un cambio de Valina (V) por Isoleucina (I).
·  rs6078: variación de un único nucleótido – hay un cambio de G (guanina) por A (adenina) que causa una variación en la secuencia de aminoácidos: el cambio de Valina (V) por Metionina (M).
En segundo lugar, mutaciones que están relacionadas con alguna enfermedad o bien que la causan. 
Hay 5 mutaciones que causan una deficiencia de lipasa hepática (Hepatic Lipase deficiency). Tres de ellas son variaciones del alelo 151670 del gen LIPC:
1)  151670.001
En 1991 se encontró una transición en la posición 1221 de C (citosina) a T (timina), en el exón 8 del gen LIPC, causante de una substitución de Treonina (T) por Metionina (M) en la posición 383 de la secuencia de aminoácidos.
2)  151670.002
Individuos que presentan la mutación 151670.001, también pueden presentar una segunda mutación: transición en la posición 873 de C (citosina) a T (timina), en el exón 8 del gen LIPC, causante de una substitución de Serina (S) por Fenilalanina (F) en la posición 267 de la secuencia de aminoácidos.
3)  151670.006
Individuos que presentan la mutación 151670.001, pueden presentar también una segunda mutación: una transición de G (guanina) a A (adenina), en el exón 5 del gen LIPC, causante de una substitución de Alanina (A) por Treonina (T) en la posición 174 de la secuencia de aminoácidos.
Otras mutaciones que causan deficencia de LH:
1)  VAR_004209
Causa una variación en la secuencia de aminoácidos. Tiene lugar en la posición 289 y se trata de un cambio de Serina (S) por Fenilalanina (F).
2)  VAR_004210
Causa una variación en la secuencia de aminoácidos que forman la proteína. Tiene lugar en la posición 405 y se trata de un cambio de Treonina (T) por Metionina (M).